# Велика комета 1106 року
X/1106 C1, відома також як Велика комета 1106 року — велика комета, яка з'явилася на небі 2 лютого 1106 року та спостерігалася по всьому світу з початку лютого до середини березня. Її зафіксували астрономи Уельсу, Англії, Японії, Кореї, Китаю та континентальної Європи. Спостереження свідчать, що вона розділилася на кілька частин, ставши прародителькою Великої комети 1882 року та комети Ікея — Секі, а також утворила понад 4000 маленьких навколосонячних комет, які спостерігаються нині за допомогою космічного телескопа SOHO. X/1106 C1 є членом сімейства присонячних комет Крейца, відомої як Субфрагмент I, що відколовся від ще більш ранньої величезної комети розміром приблизно 150 км, яка поступово дробилася під впливом Сонця.

## Спостереження

### Бельгія
Сіґеберт із Жамблу згадує про це у своїй Chronicon sive Chronographia (опубл. в 1111 році).

### Велика Британія
В уельському рукописі під назвою «Хроніка принців» міститься фрагмент:
[−1106]. Того року була помічена зірка, дивовижна на вигляд, яка викидала промінь світла завтовшки як стовп, неймовірної яскравості, передвіщаючи, що станеться в майбутньому: Генріх, імператор Риму, після могутніх перемог і найблагочестивішого життя у Христі пішов на спочинок. А його син, завоювавши престол Римської імперії, став імператором.
Комета описана у Хроніці Пітерборо за 1106 рік:
У перший тиждень Великого посту, у п'ятницю 16 лютого, ввечері з'явилася незвичайна зірка, і ще довго після цього бачили, як вона сяяла щовечора. Ця зірка з'явилася на південному заході; вона здавалася маленькою й темною. Проте промінь, що виходив із неї, був дуже яскравим і здавався величезним. Він сяяв на північний схід, і одного вечора здалося, ніби цей промінь розгалужується на кілька променів до зірки з протилежного напрямку.

### В'єтнам
В'єтнамські аннали «Повне зібрання історичних записок Дайв'єта» також зафіксували появу комети:
У рік Вогняного Пса, навесні в січні, на Заході була комета з довгим променистим хвостом.

### Вірменія
У Літописі 1377 року є запис:
У той рік (23 лютого 1105 / 22 лютого 1106) з'явилася жахлива, велика і дивовижна комета, яка налякала всіх, хто її бачив. У неї був хвіст, який займав більшу частину неба. Це було 13 лютого, напередодні свята Стрітення. Її бачили 50 днів, і її світло вразило увесь світ. Її хвіст був схожий на течію річки. Про подібне явище ніхто нічого не чув. Мудреці сказали, що це був знак царя, і що того року має народитися цар, який завоює все людство, а його царство розшириться від моря до моря, як царство Олександра.

### Іспанія
Anales toledanos I Толедські аннали (бл. 1219):
Король Д. Альфонсо, дочка графа Д. Раймондо та доньї Урраки, дочки короля Д. Альфонсо, народилася в перший день Марсіо. А перед Різдвом Його на небі з'явилася зірка лічена, і так тривало XXX днів, це була ера MCXLIV.

### Китай
В уривку з китайського рукопису є повідомлення про комету 1106 року, у якому згадується розпад комети після перигелію, датованого 10 лютого:
Під час правління Хуейцзуна, у 5-й рік епохи Цун Нін, 1-й місяць [лютого], день У Сеух (10 лютого), на заході з'явилася комета. Вона була як великий Пей Коу. Розкрилася оболонка світла. Вона виглядала як розбита зірка. Вона мала 60 [градусів] завдовжки і 3 [градуси] завширшки. Вона прямувала на північний схід. Вона пройшла S.D. Kwei (південь сузір'я Андромеди / північ сузір'я Риб). Вона пройшла S.D. Lew (південь сузір'я Овен), Wei (Пегас), Стожари і Peih (Телець). Потім вона увійшла у хмари, і більше її не бачили.

### Корея
Історія Корьо (1451)

### Нідерланди
Annales Egmundani (1315) цікаво вказує на це у двох спостереженнях, одне в 1106 і інше в 1107.

### Франція
- Ex Chronico S. Maxentii (1134)
- Brief Chronicon Sancti Florentii Salmurensis (1236)
- Ex Chronico Remensi (1190)
- Ex Brevi Chronico Fontanellensi (XII століття), датований 1107 роком.

### Японія
Найбільш вражаючі спостереження комети містяться в японській хроніці Велика історія Японії. Хроніка повідомляє, що 7 лютого 1106 року на південному заході з'явилася гігантська комета білого кольору, хвіст якої простягся на схід через на 100 градусів через усе небо.

### Інші
- De Significatione Cometarum
- Wenxian Tongkao[zh] (1308)
- Історія пісні[zh] (1345)
- Xu Tongjian Gangmu（續通鑒綱目） (1476)